# コミックスゲート
コミックスゲート（英: comicsgate）は、2017年頃に始まった北米のスーパーヒーローコミックに関する政治運動である。作品内容やクリエーターの起用における多様性の否定を主張の一つとしている。名称はビデオゲームに関する同様の運動ゲーマーゲート集団嫌がらせ事件に由来する。
コミックスゲートの成立に至るまで数年にわたって、米国の二大コミック出版社DCとマーベルはアイデンティティ政治を意識した改革を進めていた。コミック作画家イーサン・ヴァン・スカイヴァーは、コミックスゲートを業界のリベラリズムに対する「消費者主体の反乱」と呼び、大きな文化戦争の一部だとした。同じく作画家のマイク・S・ミラーは、「自分たちの趣味がソーシャル・ジャスティス・ウォリアーから厳しく圧迫されていると感じて立ち上がった、主張を共にするコミックブックファン、評論家、制作者の同盟」と説明した。コミックスゲートの同調者は、業界における雇用と作品内容の両面における「多様性の強制」がコミック発行部数の低下を招いたと批判している。
批判的な論者はコミックスゲート運動を「コミック界の女性、非白人、LGBTを対象とした」 ハラスメント・キャンペーンとみなしている。批判の対象となった活動には、コミックスゲート成員が制作したコミックブックの取り扱いを拒否した販売店に破壊行為を行ったことや、主張に賛同しない者を暴力で脅したことがある。

## 主張
コミックスゲートの同調者は、自分たちにとっての楽しみを損なうようなコミック業界の問題が表面化するたびに集団的な抗議活動を行ってきた。問題とされたのは、スーパーヒーロー（アイアンマン、ソー、ハルク、スパイダーマン）の正体が従来の白人男性から女性や人種的マイノリティに代わるストーリー展開や、現代的な社会問題を扱ったストーリーや、理想化された体型から外れた女性の描写などである。コミックスゲートの同調者は、コミック出版業界が自分たちの嗜好を優先しなくなり、多様な人材を受け入れるようになったことが原因となって発行部数が低下したと主張している。
コミックスゲートに同調する業界関係者は、その社会政治的信条が差別の対象にされたと主張している。ヴァン・スカイヴァーは「コミックブック業界が左翼に牛耳られた」ために「抑圧的なソーシャル・ジャスティス・ウォリアーによるハラスメントとブラックリスト化」が行われるようになったと主張し、「現実を忘れさせてくれる非政治的なエンターテインメント」が必要だと訴えた。ベテランのコミック制作者で保守的な政治思想を持つチャック・ディクソンとブレット・R・スミスは、市場の多様性を高めようという風潮によりマーベルとDCから排斥を受けたと申し立てた（ただし実際には、その1年後にディクソン原作のミニシリーズ Bane: Conquest がDCから刊行されている）。

## 活動
コミックスゲート支持者は組織やリーダーの存在を否定しているが、Diversity & Comics（多様性とコミックス）という名でオンライン活動を行うリチャード・C・メイヤーや、DC社で作画を手掛けていたイーサン・ヴァン・スカイヴァー らは代表的な論客として活動してきた。ヴァン・スカイヴァーは2018年11月に自身のYouTubeチャンネルでコミックスゲートを脱退することを表明したが、その2日後に異なる内容のツイートも行っている。

### ソーシャルメディア
コミックスゲートの同調者は主にオンライン上で活動を行い、Twitterへの投稿では "#Comicsgate" のようなハッシュタグを用いる。
2017年4月に保守系の雑誌 The Federalist は、同月にマーベルからコミックを出したフリー原作者30人のTwitterアカウントを追跡し、全員が少なくとも1回ドナルド・トランプ大統領を批判しており、好意的な言及は一件もなかったと報じた。また調査対象の宗教を特定しようと試み、無神論者、ユダヤ教徒、ムスリムがいた一方で、Twitter上でキリスト教徒と名乗ったものはいないと伝えた。
2017年7月、マーベルの編集アシスタントであるヘザー・アントスが、若い女性スタッフたちがミルクシェイクを掲げて古参社員フロー・スタインバーグを追悼している様子の自撮り写真をソーシャルメディアで公開したところ、コミックファンから非常な敵意が向けられた。アントスは「アファーマティブ・アクションに乗じて職を掠め取った」、「編集者失格のバカ女」、「レイプ冤罪を着せるタイプ」 と呼ばれ、女性スタッフは「インチキギークガール」、「Tumblrでいい子ちゃんアピールする奴ら」、「想像を超えるほどキモいSJWの見本市」 と呼ばれた。アントスはその後しばらくオンラインハラスメントの被害を受けた。コミックスゲートはこの事件がきっかけで広く知られるようになり、攻撃の旗振り役だったリチャード・C・メイヤーの名もここで浮上した。
メイヤーはYouTube配信とTwitterへの投稿でコミックスゲート運動を日常的に取り上げており、業界関係者の作品や個人的な活動が有害だと感じると名指しで批判する。G.I. Joe: Scarlett's Strike Force（IDW）の原作者オーブリー・シターソンが9・11事件の追悼に対して「見せかけの悲嘆」 というツイートを行って解雇された事件では、メイヤーは解雇が自分の影響力によるものだと主張した。2017年、メイヤーは内輪に向けて配信した「ダーク・ロースト」と題する動画の中で、マーベルの女性編集者の一人を「精液便所」 と呼び、複数の女性コミック関係者を「体を使って地位を得た」 と非難し、トランスジェンダー女性のコミック作家を「かつらをかぶった男」 と呼んだ。Netflixが配信するリメイク版『シーラとプリンセス戦士』のキャラクターデザインがファンの反発を買った件でも、メイヤーはショーランナーのノエル・スティーヴンソンを「ボーイッシュなレズビアン」と呼び、「究極の利己性と自己中心性」から主人公のシーラを自身に似せて改変したと非難した。
ヴァン・スカイヴァーもまた、自身のYouTubeチャンネル ComicArtistPro Secrets で定期的にコミックスゲート関連の話題を扱っている。
コミックスゲートの同調者はコミック関係者からの批判に対して、批判者をリスト化してボイコットするよう呼びかけることで応じた。あるリストは対象を「プラウダ・プレス」（リポーター）、「馬鹿画家」（作画家）、「有害着色者」（カラーリスト）、「インディー・マフィア」（フリーランス）に分類していた。逆批判の対象としてリストに載せられた制作者には、ラリー・ハマ、マーク・ウェイド、アレックス・ディ・カンピ、ケリー・スー・デコニック、マット・フラクション、タナハシ・コーツらがいる。カラーリストのムース・バウマンは、ヴァン・スカヴァーの自己出版本 Cyberfrog への協力を断った直後に暴力で脅されたと証言している。

### 出版
オルト・ライト活動家ヴォックス・デイはコミック出版を手掛けており、自ら原作を書いた『オルト・ヒーロー (Alt-Hero)』シリーズや、ベテラン原作者チャック・ディクソンを迎えた『オルト・ヒーロー: Q』を刊行してきたが、コミックスゲートに賛同するクリエーターの作品を発表するために新レーベル「コミックスゲート・コミックス」を立ち上げると発表した。それ以外にも、コミックスゲートに関わりのあるコミック作家の中にはクラウドファンディング・キャンペーンで多額の資金を集めて自身の価値観を反映させたコミック作品を刊行した者もいる。ヴァン・スカイヴァーの Cyberfrog 、メイヤーの No Enemy But Peace 、ミッチ・ブライトウィーザーの Red Rooster 、マイク・S・ミラーの Lonestar などがその例である。

#### 『ジョーブレーカーズ』
2018年の初頭に、メイヤーはフリーの作画家ジョー・マリンと共に制作したコミックブック『ジョーブレーカーズ: ロスト・ソウルズ』をクラウドファンディングによってアンタークティック・プレスから刊行すると告知した。2018年5月にメイヤーは、コミック小売業者が同シリーズを発注すべきかどうか話し合っている私的な会話のスクリーンショットをソーシャルメディアに投稿した。さらにTwitterのフォロアーに対して、同作を取り扱わないと発言した小売店の店名、所在地、従業員の情報を公に拡散するよう呼びかけた。カナダのエドモントンに位置する小売店 Variant Edition を共同所有する女性が取扱いを拒否するとツイートしたところ、メイヤーは同店が「顧客を力で脅しつけた」と非難した。その直後に同店は破壊行為と略奪を受けた。やはり問題の作品を仕入れなかったダブリンの小売店 Big Bang Comics はソーシャルメディア上で暴力的な脅迫を受けた。
同年5月、この事態を見たアンタークティック・プレスはメイヤーと絶縁することを発表した。メイヤーはフリーの原作者マーク・ウェイドに責めを負わせようとした。騒動のさなか、ウェイドはアンタークティックの発行者に連絡してコミックゲート論争についての見解を聞こうとしていた。メイヤーはそれが『ジョーブレーカーズ』の発行差し止めを求める圧力行為だと非難した。アンタークティックとウェイドはそれぞれ声明を出し、威嚇や脅しが行われたことを否定した。メイヤーは10月にウェイドを「契約への不法な介入および名誉毀損」で訴えた。
ウェイドの弁護士マーク・ザイドは、メイヤー側が業界関係者を公然と攻撃したのが発端だと主張し、その例として、アフリカ系の原作者タナハシ・コーツを「人種で食ってるやつ」 と呼んだり、多数の女性関係者を女性だというだけで職を得たと非難したり、DC社のトランスジェンダーやジェンダークィアの原作者たちを「現代の見世物小屋」 と言ったTwitterコメントを挙げた。

## 批判
コミックスゲートに注目が集まらないように言及を避けるコミック関係者も多い一方で、コミック読者、作家、コミック・ジャーナリストから幅広く批判が行われてもいる。中心人物であるメイヤーとヴァン・スカイヴァーはいずれも公の発言に対して批判を受けている。メイヤーは2017年末に配信した動画で、ゲイを公言しているフリーの原作者シーナ・グレースについて、戦時徴兵を受けて戦死することによって「社会から退場されるべきだ」と発言し、ウェブライターのキアラン・シアックからホモフォビアだと非難された。ヴァン・スカイヴァーは民主党員の自殺をジョークの題材にしたり、Redditで「お前らクィアなグローバリストどもの尻拭いをしているのは俺たちだ」と発言したり、自身のYouTubeチャンネルにオルト・ライトの主導者ヴォックス・デイを迎えたことで、同業者から反発を受けている。
2018年の中ごろ、原作者・作画家であったダーウィン・クークの未亡人マーシャ・クークは、ダーウィンが健在なら自分たちを支持しただろうと発言したコミックスゲート同調者に異議を唱えた。マーシャはTwitter上で攻撃の対象にされた。これを受けた大ベテランの作画家ビル・シンケビッチはコミックスゲートを叱責する文章を投稿し、ヴァン・ジェンセン、トニー・ベダード、ジェフ・レミア、マグダレン・ヴィサッジョなども批判を行った。大学やDCコミックの人材育成プログラムで創作を教えている原作者スコット・スナイダーは、コミックスゲートが生徒たちに「酷い個人攻撃」を浴びせているとソーシャルメディアで明かした。「とにかく彼らのセクシズム、レイシズム、ホモフォビア、トランスフォビアが不愉快でたまらなかった（今でもずっと不愉快だ）」
原作者トム・テイラーはコミックスゲートの信条を否定するメッセージをソーシャルメディアに投稿した。「コミックは万人のものだと信じている。ハラスメントは正当化できない。コミック批評にホモフォビア、トランスフォビア、レイシズムやミソジニーが入る余地はない」この投稿は多くのクリエーター（ケリー・トンプソン、ティム・シーリー、マーガレット・ストール、ジェイソン・ラトゥール、グレッグ・パク、ファビアン・ニシーザ、ベンジャミン・パーシー、ジェフ・レミアら）によってリツイートされた。Paste 誌はテイラーの表現の一部を問題視し、無署名の論説記事において、コミックスゲートの活動を評論による批判と同一視するべきではないと書いた。
ウェブサイト『コミック・ブック・リソーシズ』のフォーラム管理者グレッグ・ハッチャーは、コミックスゲートは女優のケリー・マリー・トランやミリー・ボビー・ブラウンがソーシャルメディアを休止する原因となったハラスメントと同質のものだと述べた。また、往年のジャック・カービーやスタン・リーのようなコミック作家たちもまた作品に政治的なメッセージを込めてファンからのバックラッシュに直面していたことを取り上げた。